# Bereshit (parashá)

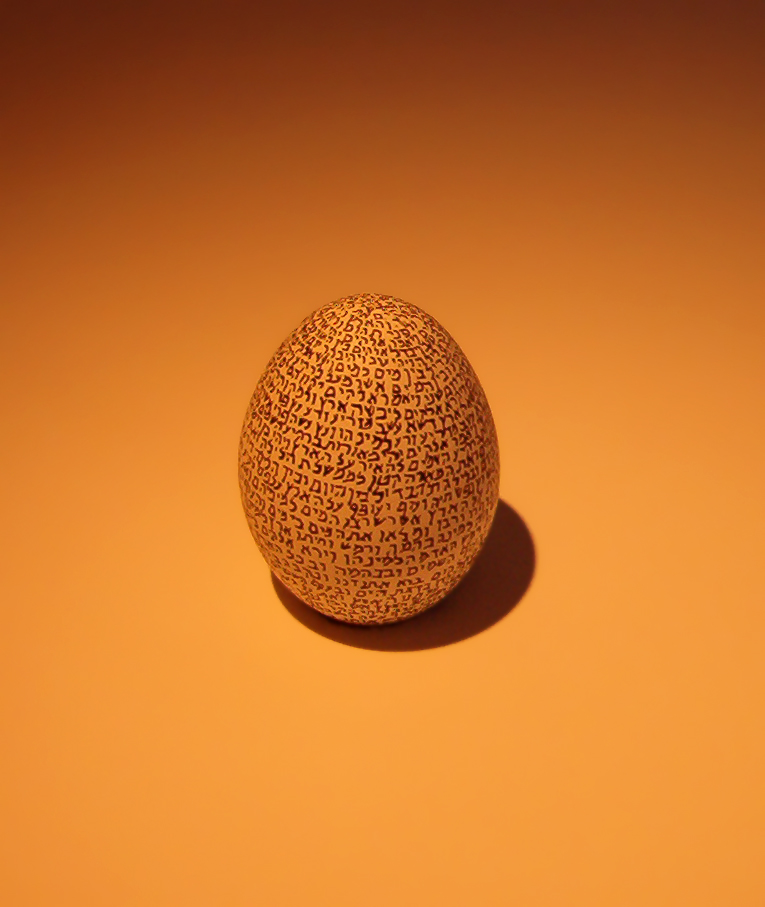
Primeiro capítulo do Gênesis, escrito em um ovo (Museu de Israel).

Bereshit (em hebraico, בְּרֵאשִׁית , pron. bərē'šīṯ) é a primeira palavra encontrada na primeira parashá (em hebraico פרשה 'porção') da Torá e significa  "no princípio". Parashá é a primeira porção semanal da Torá, no ciclo anual judaico de leitura da Torá. Os judeus a leêm no primeiro shabat após a Simchat Torá, geralmente em outubro.
A parashá constitui-se de 7 235 letras, 1 931 palavras, 146 versículos e 241 linhas  da Sefer Torah  e consiste em Gênesis 1:1 - Gênesis 6:8.  Os judeus a leem no primeiro Shabbat depois da festa de Simchat Torah (geralmente em outubro ou, mais raramente, no final de setembro ou início de novembro). Também leem a parte inicial da parashá Gênesis 1:1– Gênesis 2:3, como segunda leitura da Torá para a Simchat Torá, depois da leitura das últimas partes do Deuteronômio, parashá V'Zot HaBerachah, Deuteronômio 33:1 - Deuteronômio 34:12.